# Cnemaspis phuketensis
Espèce
Cnemaspis phuketensis est une espèce de geckos de la famille des Gekkonidae.

## Répartition
Cette espèce est endémique de Province de Phuket en Thaïlande.

## Description
Ce gecko est insectivore et diurne.

## Étymologie
Son nom d'espèce, composé de phuket et du suffixe latin -ensis, « qui vit dans, qui habite », lui a été donné en référence au lieu de sa découverte, la Phuket.

## Publication originale
- Das & Leong, 2004 : A new species of Cnempaspis (Sauria: Gekkonidae) from Southern Thailand. Current Herpetology, vol. 23, no 2, p. 63-71 (texte intégral).